# Bogićaj
Bogićaj (alb. Bogiçaj) je, s visinom od 2405 m/nm, jedan od najviših vrhova gorja Prokletija. Nalazi se na granici Kosova i Albanije. Jedan od najbližih vrhova je Trekufiri koji se nalazi upravo sjeverozapadno od vrha Bogićaj.